# Lawrence Zazzo

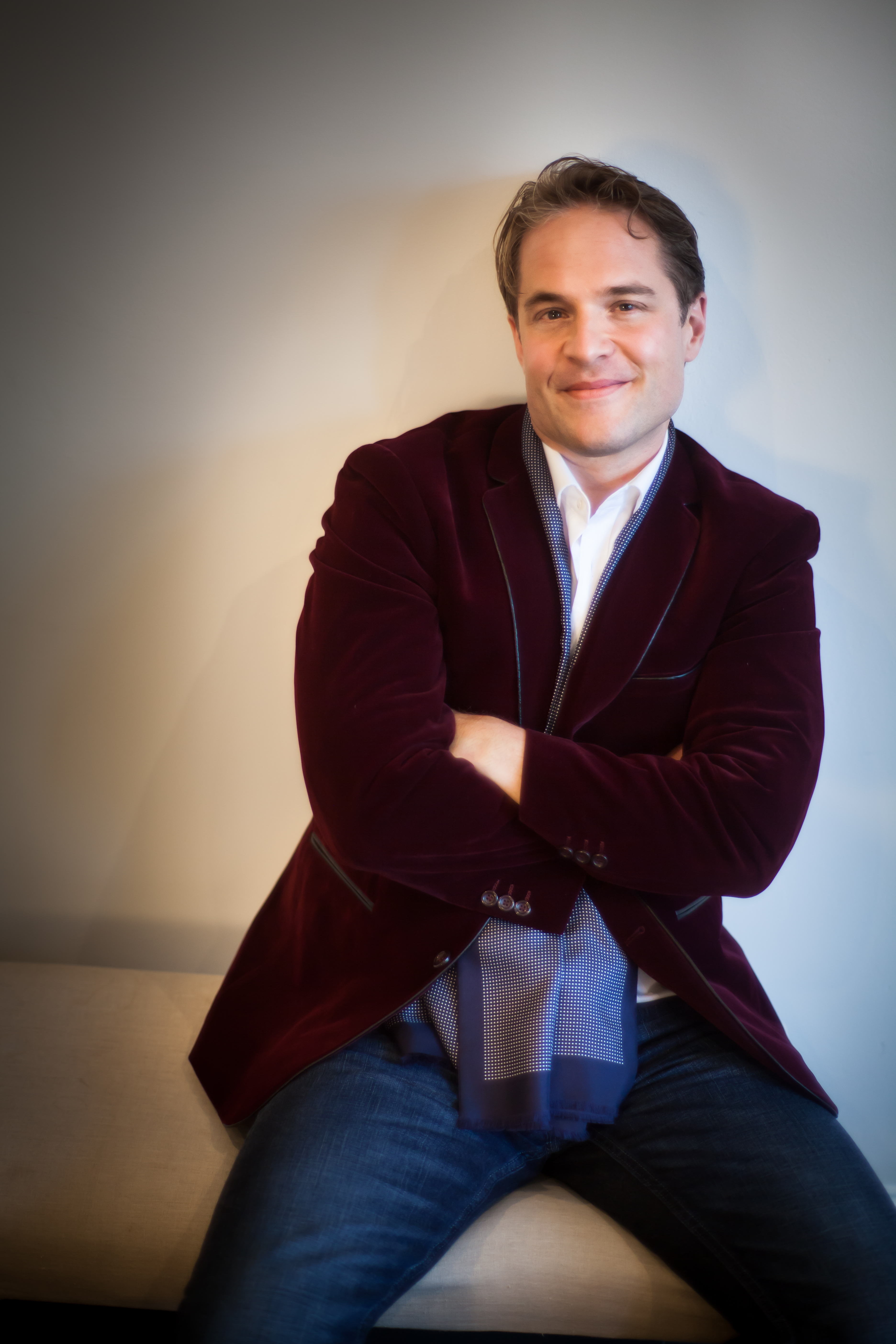
Lawrence Zazzo (2014)

Lawrence Zazzo (* 15. Dezember 1970 in Philadelphia, Pennsylvania) ist ein US-amerikanischer Opernsänger (Countertenor). Sein Repertoire umfasst neben barocken Partien auch zahlreiche Werke des 20. Jahrhunderts. Er lebt in England.

## Leben
In seiner Kindheit wirkte Lawrence Zazzo in Schultheatern und -chören mit (u. a. Philadelphia Boy’s Choir) und trat auch als Zauberer „The Great Zazzini“ für kleinere Kinder aus der Nachbarschaft auf. Nach dem Stimmbruch bemerkte er, dass er seine Altstimme im Falsett behalten hatte und begann, damit zu arbeiten. Er sang in zahlreichen High-School-, Barbershop- und A-cappella-Chören. Dies legte den Grundstein für seine Entscheidung, Englische Literatur und Musik an der Yale University (1989–1993) und am King’s College (Cambridge), England, zu studieren (1993–1995). Eigentlich strebte er eine Karriere als Dirigent, Konzertsänger oder eine akademische Laufbahn an. Während er sein Gesangsstudium am Royal College of Music in London absolvierte (1995–1997), debütierte er als Oberon in Benjamin Brittens A Midsummer Night’s Dream. Im selben Jahr sang er die Titelpartie in Händels Arminio beim Londoner Handel Festival. Dies war der Beginn seiner Opernkarriere, die sich daraufhin schnell entwickelte.
Neben seiner künstlerischen Tätigkeit arbeitete Zazzo an seiner Doktorarbeit über Händels Oratorien. Er promovierte an der Queen’s University in Belfast und erhielt im Dezember 2015 den Doktor der Philosophie in Musikwissenschaften.

## Opern und Konzerte
Lawrence Zazzo hat in diversen Opernhäusern und Konzertsälen mit vielen Dirigenten zusammengearbeitet, darunter René Jacobs, William Christie, Nikolaus Harnoncourt, Ivor Bolton, Christopher Hogwood, Trevor Pinnock, Christophe Rousset, Harry Bicket, Emmanuelle Haïm, Harry Christophers, Paul Goodwin, Péter Eötvös, Rinaldo Alessandrini, Hervé Niquet, Jean-Claude Malgoire, Jordi Savall, James Conlon, Peter Dijkstra und Leonardo García Alarcón.
Zu seinen wichtigsten Opernrollen zählen Giulio Cesare in Giulio Cesare (Metropolitan Opera New York, La Monnaie Brüssel, Netherlands Opera Amsterdam, Opéra National de Paris, English National Opera London, Concertgebouw Amsterdam, Semperoper Dresden), Boston, Orfeo in Orfeo ed Euridice (Opernhaus Oslo, Canadian Opera Company Toronto, Reisopera Netherlands, Neues Nationaltheater Tokio), Radamisto in Radamisto (English National Opera London) und Gualtiero in Griselda (Scarlatti) (Staatsoper Berlin). Er sang die Titelrollen in Sosarme (Teatro Nacional de São Carlos), in Alessandro (Karlsruhe), in Orlando (Cardiff, Bristol, London) und in  Solomon (Royal Opera House, London).
Er verkörperte den Ottone in Agrippina (La Monnaie Brüssel, Théâtre des Champs-Élysées Paris, Frankfurt), den Ottone in L’incoronazione di Poppea (Bayerische u. Berliner Staatsoper, Theater an der Wien, La Monnaie Brüssel), den Goffredo in Rinaldo (Berliner Staatsoper, Opéra National de Montpellier, Opernhaus Zürich), den Farnace in Mitridate (Bayerische Staatsoper München) und die Rolle des Ruggerio in Orlando furioso (Oper Frankfurt). Er sang den Cardenio in Francesco Bartolomeo Contis Don Chisciotte in Sierra Morena (Theater an der Wien). Er übernahm den Altpart in der Semi-Oper The Fairy Queen von Henry Purcell (Berliner Philharmonie) mit und die Rolle des Arsace in Partenope (Théâtre des Champs-Élysées Paris, Ferrol, Amsterdam, Pamplona, Philharmonie Essen und Madrid). In der deutschen Erstaufführung von Francesco Cavallis Veremonda sang er den Delio (Rokokotheater Schwetzingen, Staatstheater Mainz). Er sang den Arsamene in Händels Serse (Oper Frankfurt, Beaune), die Rolle des Unulfo in Rodelinda am Teatro Real in Madrid und die Rolle des Bertarido in Rodelinda an der Opéra National de Lyon. Er sang die Titelrolle in Giustino (Stadthalle Osterode) und Tamerlano (Oper Frankfurt at the Bockenheimer Depot, Deutsches Theater Göttingen).
Zu seinem Repertoire gehören zahlreiche Oratorien wie Händels Messiah (Oper Shanghai, Notre Dame Paris, Wiener Konzerthaus, Kathedrale von Winchester, Herkulessaal, Jones Hall), Semele (Kölner Philharmonie, Concertgebouw Amsterdam, Concertzaal Gent), Theodora (Chan Centre for the Performing Arts Vancouver, Théâtre des Champs-Élysées, Theater an der Wien), Jephtha (Stefaniensaal Graz), Acis and Galatea (Théâtre des Champs-Élysées, Theater an der Wien), Samson (Beaune, Namur) und Saul (Beaune, Namur) sowie Johann Sebastian Bachs Matthäus-Passion (Harris Theater Chicago, Ambronay, De Deolen Rotterdam) und Johannes-Passion (Chicago, Kölner Philharmonie, Leeds). Des Weiteren sang er die Rolle des Disinganno in Il trionfo del Tempo e del Disinganno im Rahmen der Salzburger Pfingstfestspiele.
Zudem sang er verschiedene Rollen in zeitgenössischen Werken. Unter anderem Oberon in Brittens A Midsummer Night’s Dream (Opéra National de Lyon, Canadian Opera Company Toronto, Teatro all’ Opera di Roma, Festival d’Aix-en-Provence, Poly Theater Peking, Hamburgische Staatsoper, Scottish Opera), Trinculo in Thomas Adès’ The Tempest (Royal Opera House Covent Garden), Refugee in Jonathan Doves Flight (Glyndebourne Festival) und Mascha in Péter Eötvös’ Drei Schwestern (Opéra National de Lyon, La Monnaie Brüssel, Theater an der Wien). Er sang die Rolle des Odysseus in der Uraufführung der Sirenen – Bilder des Begehrens und des Vernichtens von Rolf Riehm an der Seite von Michael Mendl (Oper Frankfurt). Des Weiteren sang er die Weltpremiere von Rolf Riehms Die Tode des Orpheus in Saarbrücken und die Premiere von Geoff Pages Kantate Paradise Lost basierend auf John Miltons Paradise Lost.

## Diskografie
- 1995: Celebration of the Spirit, mit Leonard Bernsteins Chichester Psalms, CD (Columns Classics) und DVD (Brilliant Classics)
- 1995: Gloria (Brilliant Classics)
- 1996: Arianna, Live-Aufnahme (NMC Records)
- 1996: Stabat Mater, CD (Brilliant Classics) und DVD (United Classics)
- 2001: Deborah, Live-Aufnahme (Naxos)
- 2003: Griselda (Harmonia Mundi)
- 2003: Rinaldo (Harmonia Mundi)
- 2004: Lotario (Highlights), Live-Aufnahme (Oehms Classics)
- 2004: Serse (Virgin Classics)
- 2005: Partenope (Chandos Records)
- 2005: Saul (Harmonia Mundi)
- 2006: Messiah (Harmonia Mundi)
- 2007: Byrdland, mit dem Paragon Saxophon Quartett (Landor)
- 2007: Fernando (Virgin Classics)
- 2008: Duetti amorosi mit Nuria Rial (Harmonia Mundi)
- 2008: Riccardo Primo (Harmonia Mundi)
- 2010: Athalia (Harmonia Mundi)
- 2011: Lunarcy mit Shizuku Noiri (Laute) (Evil Penguin Records)
- 2012: Alessandro, Live-Aufnahme (Pan Classics)
- 2012: Apollo et Hyacinthus (Linn Records)
- 2012: Giulio Cesare, Live-DVD (Virgin Classics)
- 2012: Mozart In-Between (Sony Classical Records)
- 2014: Mitridate, re di Ponto (Signum Records)
- 2014: A Royal Trio (Harmonia Mundi USA)
- 2014: Messiah (BR-Klassik)
- 2018: Xerxes, Live-blu-ray (UNITEL)
- 2019: The Orchestral Music of Jonathan Dove (Orchid Classics)
- 2019: Gender Stories (Deutsche Harmonia Mundi)
- 2019: Handel uncaged (Inventa Records)
- 2020: Samson, Live-Aufnahme (Ricercar)
- 2021: Proud Songsters - English Solo Song King’s College, Cambridge
- 2021: Semele, live recording (Ricercar)
- 2022: Ihr, meine und eines ruchlosen Vaters Kinder - Die Tode des Orpheus (Kreuzberg Records)
- 2024: Weeping Philosophers (Pan Classics)